# 多馬什夫 (索卡爾區)
50°20′27″N 23°51′15″E / 50.34083°N 23.85417°E
多馬什夫（烏克蘭語：Домашів），是烏克蘭西部的村莊，隸屬利維夫州的舍普季茨基區。該村始建於1564年，面積2.86平方公里，海拔高度214米，2001年人口925，人口密度每平方公里323.43人。